# لشنا
لشنا (به چکی: Lešná) یک منطقهٔ مسکونی در جمهوری چک است که در ناحیه وستین واقع شده‌است. لشنا ۱٬۸۸۴ نفر جمعیت دارد.